# Volare Airlines

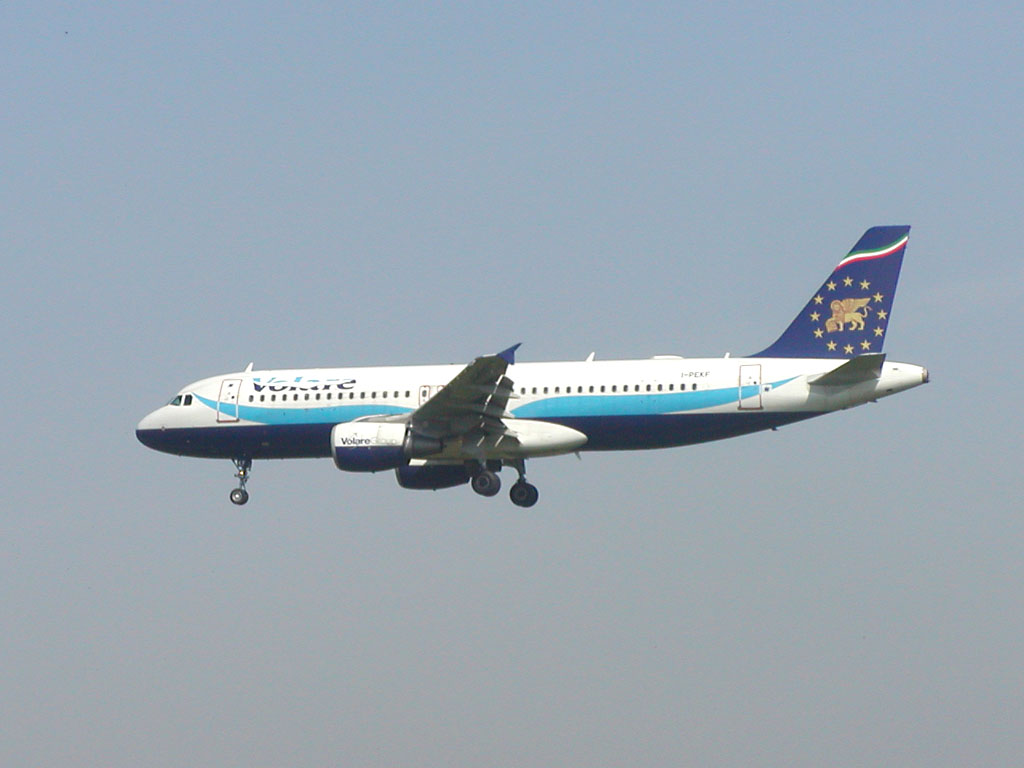
Airbus A320 linii Volare Airlines (stare malowanie)

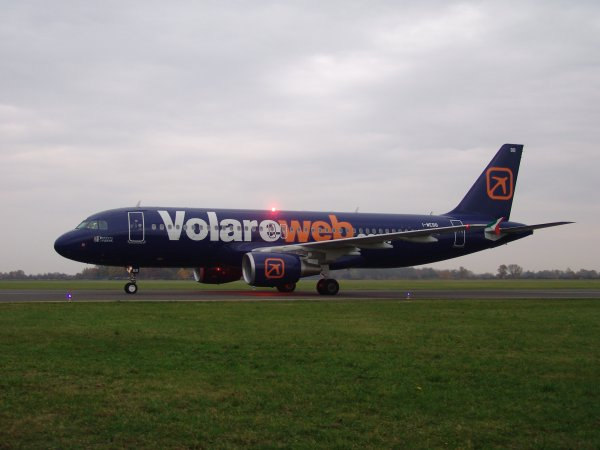
Airbus A320 linii Volare Airlines (nowe malowanie)

Volare Airlines – włoskie tanie linie lotnicze Volare Airlines (również zwane volareweb.com).

## Historia
Tanie linie Volare Airlines zawiesiły swoje loty w listopadzie 2004. Linia lotnicza była już prawie bankrutem, ale później, w 2006 roku jako spółka zależna Alitalii wznowiła loty i wydobyła się z długów.
W Polsce operowała na trasach do Łodzi, Krakowa, Warszawy i Wrocławia.
Linia zbankrutowała w 2009 roku.

## Flota
W latach 2006–2009 Volareweb.com używało następujących samolotów:

Ostatnie dwa A320 Volareweb.com zostały przemalowane w marcu 2010 w barwy Air One i są używane razem z trzema innymi dla taniej działalności Air One.